# Edicions del Bullent
Edicions del Bullent es una de las editoriales de la Comunidad Valenciana de más larga trayectoria.[cita requerida] Convoca el Premio Enric Valor de literatura juvenil (desde 1980) y el Premio Bernat Capó de difusión de la Cultura popular. Y publica el Premio Carmesina de narrativa infantil que convoca la Mancomunidad de Municipios de La Safor Tiene libros desde literatura infantil hasta adultos y libros de cultura popular, de apoyo a la enseñanza, etc.
Edicions del Bullent es una editorial que nace la 1983 con el objetivo de abastecer los valencianos de libros en su lengua. Ahora cuenta con colecciones de narrativa para los más pequeños y para los más grandes, y también de ensayo y de apoyo a la enseñanza.
Edicions del Bullent también publica en español bajo el sello Abisal Ediciones.

## Principales colecciones

### En español
- Adolescentes
- Cuentos populares Valencianos
- La Fragua
- Para entender el mundo

### En valenciano
- Contem i Cantem
- Joanot
- Primeres Planes
- Les aventures de Pau i Laia
- Primers contes
- Trama
- Cavallet de mar
- Estrella de mar;
- Gat en la Lluna
- Rondalles Valencianes
- Rondalles valencianes (Àlbums)
- Esplai
- Claus per a entendre el món
- Projecte solaris
- Torsimany
- Dèdal
- Miratges
- La Farga
- Primeres Planes
- Recursos
- Quaderns autocorrectius

## Premios literarios
Como actividades potenciadoras de la literatura convoca dos premios literarios.
Premio de literatura juvenil Enric Valor, conjuntamente con el Ayuntamiento de Picaña. 
Premio de difusión de la Cultura Popular Bernat Capó. 
Por otra banda, Edicions del Bullent edita el Premio Carmesina de literatura infantil que convoca la Mancomunidad de Municipios de Safor.